# Австралазія (спорт)
Австралазія (англ. Australasia) — назва об'єднаної команди Австралії та Нової Зеландії, що виступала у ряді видів спорту на початку XX століття.

## Австралазія на Олімпійських іграх
Олімпійська асоціація (НОК) Нової Зеландії була утворена у 1911 році, а визнана МОК — у 1920 році. Тому спортсмени Нової Зеландії, що дебютували на Олімпійських іграх у 1908 році, на Іграх 1908 і 1912 років виступали у єдиній команді з Австралією під назвою Австралазія (код МОК — ANZ).

### Олімпійські ігри 1908
На Олімпійських іграх 1908 Австралазія завоювала 1 золоту, 2 срібні, 2 бронзові медалі:
- «золото»
  - регбі — збірна
- «срібло»
  - Бокс — середня вага — Реджинальд Бейкер
  - Плавання — 400 м вільним стилем — Френк Борепейр
- «бронза»
  - Легка атлетика — спортивна ходьба на 3500 м — Гаррі Керр (Нова Зеландія)
  - Плавання — 1500 м вільним стилем — Френк Борепейр

У складі команди було 3 новозеландця. Геррі Керр став першим новозеланцем-призером Олімпійських ігор.

### Олімпійські ігри 1912
На Олімпійських іграх 1912 Австралазія завоювала 2 золоті, 2 срібні, 3 бронзові медалі:
- «золото»
  - Плавання — 100 м вільним стилем (жінки) — Фанні Дюрек
  - Плавання — естафета 4×200 м вільним стилем — збірна (Леслі Бордмен, Малкольм Чампіон/Нова Зеландія , Сесіл Хілі, Харольд Хердуік), зі світовим рекордом.
- «срібло»
  - Плавання — 100 м вільним стилем — Сесіл Хілі
  - Плавання — 100 м вільним стилем (жінки) — Вільгельміна Уайлі
- «бронза»
  - Плавання — 400 м вільним стилем — Харольд Хердуік
  - Плавання — 1500 м вільним стилем — Харольд Хердуік
  - Теніс — закриті корти, одиночний розряд — Ентоні Вайлдінг (Нова Зеландія)

У складі команди було 3 новозеландця. Малкольм Чампіон став першим новозеланцем-чемпіоном Олімпійських ігор.

## Австралазія утенісі
У 1905 році Нова Зеландія приєдналася до Національної асоціації лаун-тенісу Австралії (вийшла в 1922 році), і асоціація була перейменована в Національну асоціацію тенісу Австралазії.
У Кубку Девіса збірна Австралазії дебютувала у 1905 році (це був перший виступ і для австралійців, і для новозеландців). Результати:
- Перемога — 1907–1909, 1911, 1914, 1919;
- Поразку в челендж-раунді — 1912, 1920, 1922;
- Не пройшли плей-оф — 1905, 1906, 1913, 1921.

У 1905—1914 роках кістяк команди становили австралієць Норман Брукс і новозеландець Ентоні Уайлдінг (у 1911—1913 роках Вайлдінг не брав). Після загибелі Вайлдінга у Першій світовій війні збірна Австралазії фактично (а з 1923 — і формально) перетворилася у збірну Австралії.
У 1905 році почав проводитися чемпіонат Австралазії (англ. The Australasian Championships), у якому однак нерідко брали участь тільки австралійці. У 1927 році він змінив назву на чемпіонат Австралії, а пізніше увійшов у число турнірів Великого шолома.